# Terremoto de Tarapacá de 2001
El terremoto de Tarapacá de 2001, también llamado terremoto de Chusmiza de 2001, fue un sismo superficial registrado el 24 de julio de ese año a las 05:00 (UTC-4) (01:00 AM, hora local) con una magnitud de 6,4 MW. Tuvo una intensidad máxima de VII en la escala de Mercalli.

## Sismología
El sismo tuvo epicentro a 112 kilómetros al noreste de Iquique y 17 kilómetros al noroeste del pueblo de Chusmiza en el Desierto de Atacama, y tuvo una profundidad de tan solo 3 kilómetros. Fue sentido en gran parte del Norte Grande de Chile.
La intensidad máxima en la escala sismológica de Mercalli alcanzó los VII grados en Chusmiza y IV—V grados en Iquique.
Es interesante destacar que la actividad sísmica superficial observada en el Altiplano del
norte de Chile es en general mucho menos frecuente que la sismicidad asociada al contacto
sismogénico interplaca, sin embargo, después de la ocurrencia del terremoto del sur del
Perú, dicha actividad superficial aumentó notablemente en el norte de Chile, siendo este sismo el mayor.

## Efectos
Una persona falleció en Jaiña y otras 3 terminaron heridas; 1 en Chusmiza y 2 en Chiapa. Se reportaron cortes de energía y rotura de cañerías en Mina Cerro Colorado.

## Intensidades
| Lugar        | Intensidad percibida |
| ------------ | -------------------- |
| Chusmiza     | VII                  |
| Jaiña        | VI-VII               |
| Huara        | V-VI                 |
| Mamiña       | V-VI                 |
| Pachica      | V-VI                 |
| Challapa     | V-VI                 |
| Pozo Almonte | V                    |
| Arica        | IV-V                 |
| Iquique      | IV-V                 |
| Pisagua      | IV-V                 |
| Putre        | IV-V                 |
| Pica         | III-IV               |
| Chuquicamata | III-IV               |
| Sierra Gorda | II-III               |
| Calama       | II-III               |
| Tocopilla    | II-III               |